# Norman Baynes
Norman Hepburn Baynes (ur. 1877 zm. 1961) – brytyjski historyk, bizantynolog. 
Uczeń Johna Bury'ego. Był wykładowcą (1931-1942) na University College London w Londynie (UCL). 

## Publikacja w języku polskim
- (redakcja) Bizancjum. Wstęp do cywilizacji wschodniorzymskiej, przeł. Edward Zwolski, Warszawa: Pax 1964.

## Wybrane publikacje
- The Byzantine empire, 1925.
- Constantine the Great and the Christian church, 1930.
- Byzantine studies and other essays, 1955.
- The political ideas of St. Augustine's De civitate Dei, 1936.
- The thought-world of East Rome, 1947.
- The early church and social life (the first three centuries), 1927.
- The Hellenistic civilization and East Rome, 1946.
- Intellectual liberty and totalitarian claims, 1942.
- The political ideas of Saint Augustine's De civitate Dei, 1962.